# Warth (Vorarlberg)
Warth è un comune austriaco di 164 abitanti nel distretto di Bregenz, nel Vorarlberg. Nel 1885 ha inglobato il comune soppresso di Hochkrumbach assumendo il nome di Warth-Hochkrumbach, tornando tuttavia a chiamersi soltanto "Warth" nel 1924.
Stazione sciistica, ha ospitato fra l'altro i Campionati austriaci di sci alpino 1974.